# 国際女性デー

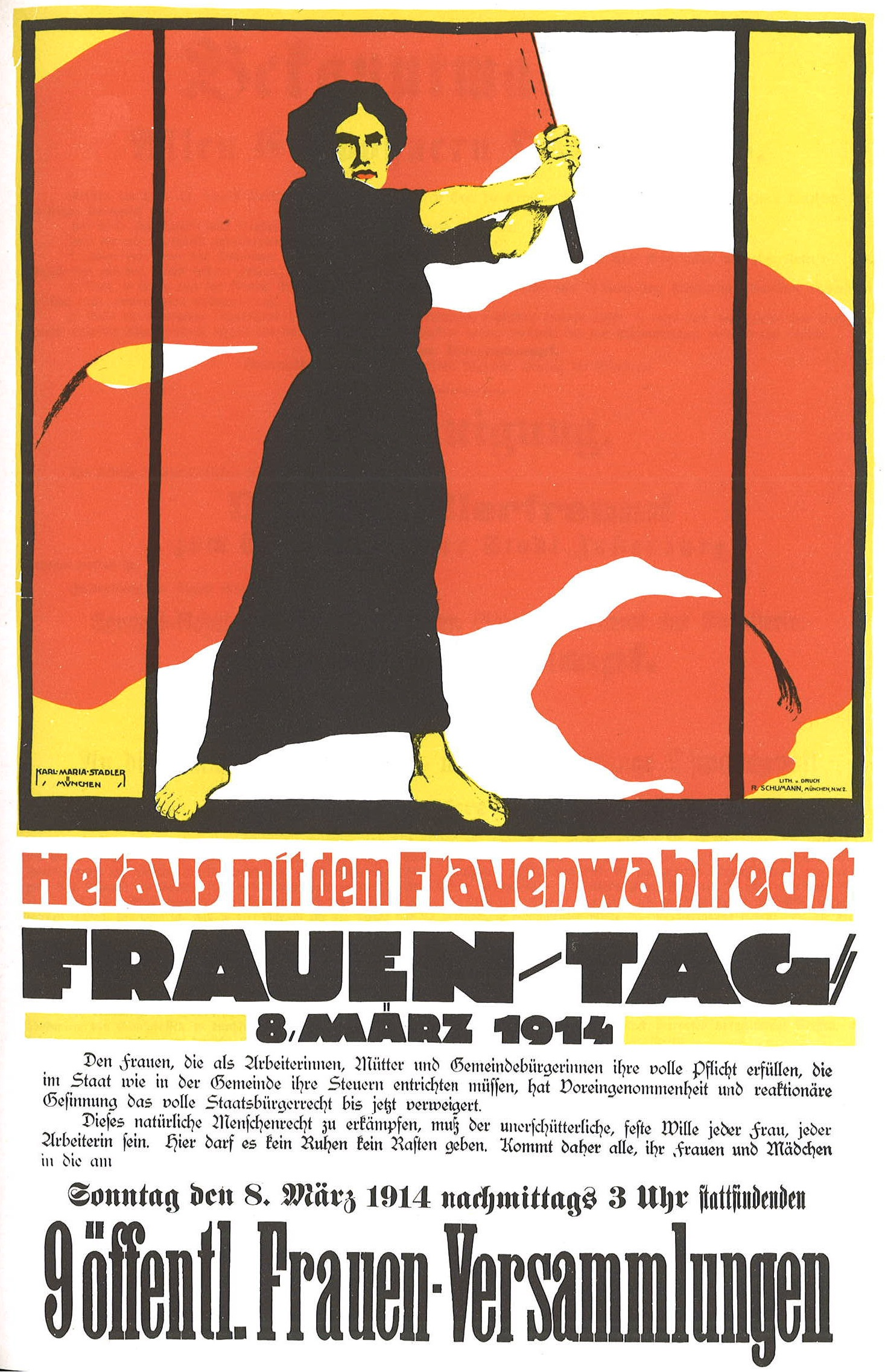
女性参政権獲得を訴える国際女性デーのポスター（1914年 ）。
第一次世界大戦直前のドイツでは掲出禁止。

国際女性デー（こくさいじょせいデー、英: International Women's Day）は、女性の地位向上、女性差別の払拭等を目指す国際的な連帯と統一行動の日。毎年3月8日にあり、国際デーに制定されている。
国際婦人の日（こくさいふじんのひ）、国際婦人デー（こくさいふじんデー）、国際女性の日（こくさいじょせいのひ）などとも呼ばれる。
なお、国連が定める国際ガールズ・デーは10月11日である。

## 概要
1908年2月28日、アメリカ合衆国ニューヨークでのストライキで女性が労働条件の改善を訴えた。アメリカ社会党はこれを記念し、1909年2月28日（2月の最終日曜日）、米国で初めて「全米女性の日」の記念行事が開催された。
1910年にデンマークのコペンハーゲンで行なわれた国際社会主義女性会議でドイツの社会主義者クララ・ツェトキンが「女性の政治的自由と平等のためにたたかう」記念の日として「国際女性デー」を提唱し、多数の賛同を得て採択された。この時点では、具体的な月日は定められなかった。1911年3月19日、オーストリア、デンマーク、ドイツ、スイスで初の「国際女性デー」記念行事が行われた。1913年、ロシアの女性は2月の最終日曜日に「国際女性デー」の記念行事を開催した。
国際女性デーにちなむ最大の事件は、第一次世界大戦中の1917年にロシア帝国で起こった二月革命であろう。国際女性デー（当時ロシアで使われていたユリウス暦では2月23日、グレゴリオ暦で3月8日にあたる）に首都ペトログラードで行われた女性労働者を中心としたデモは、男性労働者、更には兵士を巻き込んだ大規模な蜂起となり、最終的には帝政を崩壊に追い込んだ。その後、1960年代に国際的な女性運動で取り上げられるようになるまでは、主に社会主義運動内や共産主義国家で祝われていた。
国連は1975年の国際婦人年に3月8日を「国際女性デー」と定め、1977年には国連総会で「国際女性デー」が決議された。現在は国際連合事務総長が女性の十全かつ平等な社会参加の環境を整備するよう、加盟国に対し呼びかける日となっている。2000年には、国連人権高等弁務官のメアリー・ロビンソン（Mary Robinson、アイルランド初の女性大統領）が21世紀に向けて「女性が権利の獲得に向けたこれまでの歩みを祝うと同時に、女性被害者は、いまだに跡を絶たないことを想起する日」であると言明する文書を発表した。イタリアでは女性が互いにミモザ（ギンヨウアカシア - Acacia baileyana の花を贈り合い（もともと男性が女性に贈る習慣がある）、この季節を迎えると街中にミモザの花がみられる。
フランスでは、1981年にミッテラン政権下で女性権利大臣に任命されたイヴェット・ルーディが、大統領にフランスで正式に「国際女性デー」を定めるよう提案し、ミッテランはこれを受けて、1982年3月8日、国際女性デーを祝う大規模な式典を開催し、女性の「主体性、平等、尊厳」の尊重を求める演説をした。
アメリカ合衆国などは、国際女性デーを含む3月を女性史月間としている。
国連は2010年7月2日の国連総会で「女性に関わる国連の活動と組織改訂」について決議、4機関を統合し「男女平等と女性のエンパワーメントのための国連機関」（UNウィメン）を設立している。この機関はそれまで独自の活動をしてきた4機関、すなわち、国連婦人開発基金（UNIFEM）、国連ジェンダー問題特別顧問事務所（OSAGI）、国連経済社会局女性の地位向上部（DAW）、国際婦人調査訓練研修所（INSTRAW）が一組織にまとまって、2011年1月1日より活動を開始した。さらに各国の状況に合わせてUNウィメンの活動を進めるため、1ヶ国につき国内委員会 (National Committee) を一団体に認めた。
UNウィメンの国内委員会は民間団体。以下、設置している14ヶ国一覧（2016年現在）。
- アイスランド
- アメリカ合衆国
- イギリス
- イタリア
- オーストラリア
- オーストリア
- シンガポール
- スウェーデン
- ドイツ
- 日本
- ニュージーランド
- ノルウェー
- フィンランド
- フランス

新型コロナ・ウィルスが猛威を振るうことになった2020年、感染拡大を危惧して中止されたイベントもあったが、世界各地で国際女性デーを祝うイベントが多数開催されたのも、また事実である。スペインのDiario 16紙は、「男性優位主義はコロナウイルスより多くの人間を殺す」の見出しで、女性のエンパワーメントの必要性を強調している。

## 各国の状況

### 公式な祝日として制定する国
- アフガニスタン
- アンゴラ
- アルメニア[15]
- アゼルバイジャン[16][17]
- ベラルーシ[18]
- ブルキナファソ[19]
- カンボジア[20]
- 中国（女性のみ）[21]
- キューバ[22]
- ジョージア[23]
- ギニアビサウ
- エリトリア
- カザフスタン[24]
- キルギス[25]
- ラオス[26]
- マダガスカル（女性のみ）[27]
- モルドバ[28]
- モンゴル[29]
- ネパール
- ロシア
- タジキスタン
- トルクメニスタン
- ウガンダ
- ウクライナ[30]
- ウズベキスタン[31]
- ザンビア[32]

- 北朝鮮

### 祝日ではないが幅広く認知されている国
- ベトナム[33]
- カメルーン[34]
- クロアチア[35]
- ルーマニア[36]
- ボスニア・ヘルツェゴビナ[37]
- ブルガリア[38]
- チリ[39]

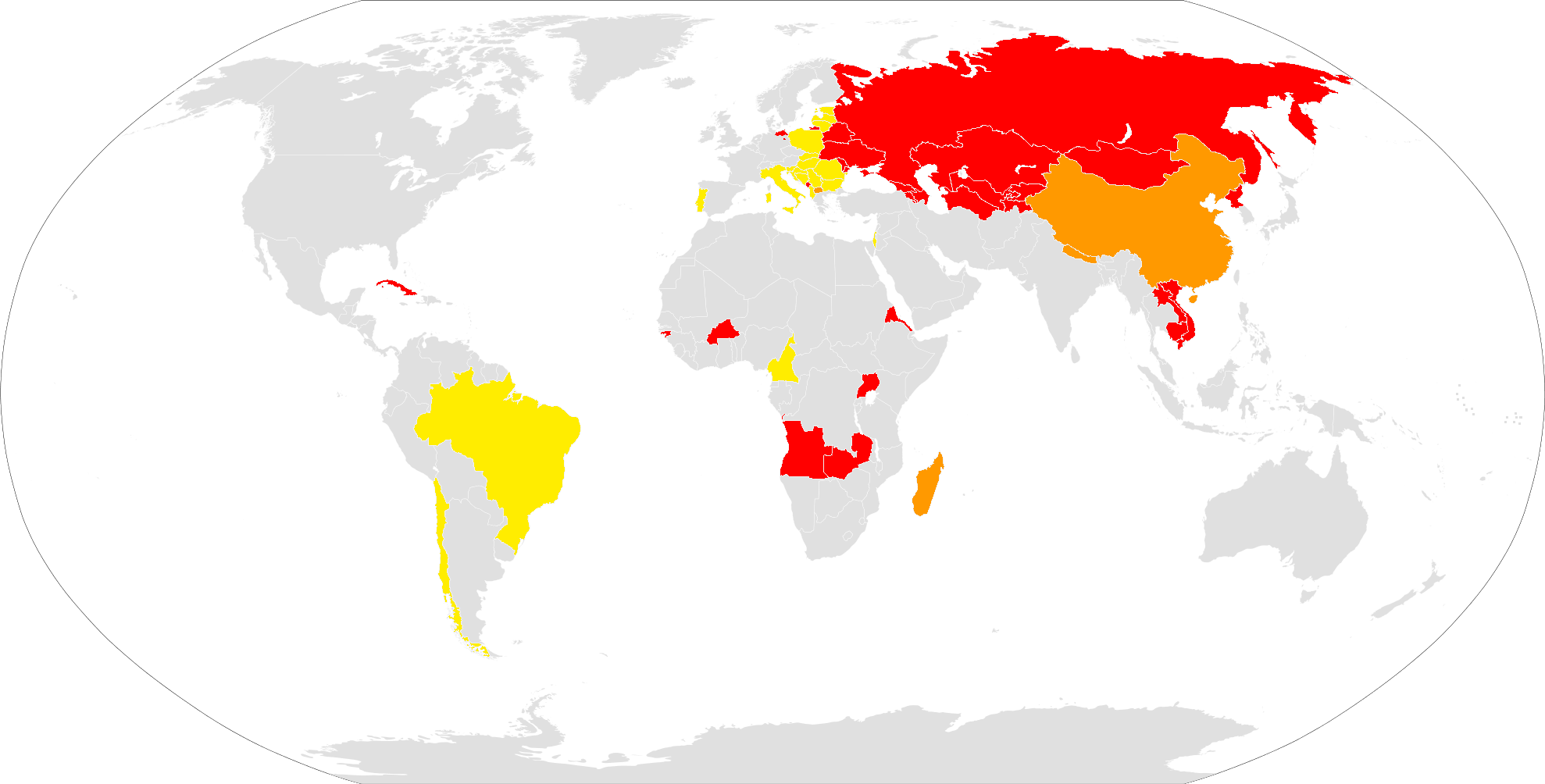
公式の祝日
女性限定の祝日
非公式の祝日

近年では、男性が生活の中で関わる女性（友人、母親、妻、恋人、娘、同僚など）に花や小さな贈り物を贈るのが通例となっている。また、ブルガリアやルーマニアなどの国では、子どもたちが母親や祖母に小さなプレゼントを贈る、母の日と同等の記念日と認識されている。ロシアでは、記念日に対する政治的な意味合いはほとんどなくなり、単に女性や女性の美を尊重する日になっている。

### 日本
日本では1923年3月8日、社会主義フェミニスト団体赤瀾会が初の集会を開催。総理府は中川善之助議長のもと1972年6月22日、女性の地位向上の施策を政府に提言する目的で婦人に関する諸問題調査会議を設置し2年間にわたり調査を行うと、1974年3月29日に『現代日本の女性の意識と行動』を発表する。
1975年（国際婦人年）の3月8日以来、国連がこの日を「国際婦人デー」と定めるとこれにちなみ同年6月13日、女性問題の集中審議が衆議院社会労働委員会で初めて行われ、6月17日に衆議院で、翌18日には参議院で「国際婦人年にあたり婦人の社会的地位向上をはかる決議」を採択。11月には「国際婦人年記念日本婦人問題会議」（労働省、総理府、日本国際連合共催）を開き、会議後、解散した実行委員会に代わって市川房枝、大羽綾子、中村紀伊らが決議の実現を目指す国際婦人年連絡会を結成する。
1992年11月に「ユニフェム国内委員会」が設立（世界で13番目）。大きな活動のひとつが会員、個人、企業、団体等の賛同により、ユニフェムを支える民間の寄付金の窓口として募金を預かりユニフェム本部に送ることであった。その募金は主にユニフェムがアジアで進めるプロジェクトに提供されたのである。
なお「ユニフェム国内委員会」の設立10周年を迎えた2003年6月には、来賓に緒方貞子元国連難民高等弁務官と当時のユニフェム事務局長ノエリーン・ヘイザーを迎えてシンポジウムを開いた。UN Women 設立に伴ってNGO 国際婦人年連絡会 (International Women's Year Liaison Group)、公益財団法人アジア女性交流・研究フォーラム、財団法人横浜市女性協会（現・公益財団法人横浜市男女共同参画推進協会）の国内の3団体を中心に日本国内委員会を設けると、 2011年3月に UN Women 承認の民間団体「UN Women 日本国内委員会」と名称を定め中村道子が会長に就任する。
2013年11月に団体名を「国連ウィメン日本協会」と改称し国連に関わる団体だとわかりやすくすると、前身より継承した趣旨にそって「ジェンダーと女性のエンパワーメントのための国連機関」の理念を日本の社会に広めること、さらに関係機関や民間企業に活動の支援を働きかけ、社会に募金活動を担ってきた。また、ユニフェム日本国内委員会（1992年 - 2010年）から募った「支援プロジェクト」活動資金は、後継の UN Women 日本国内委員会（2011年 - 2012年）ならびに国連ウィメン日本協会（2013年 - ）を受け皿とし、日本政府からプロジェクト単位で拠出金を得ている。
支援プロジェクトに当てる活動支援の拠出金は、2015年度を例にとると総額486万2399円（時価4万1478.22ドル相当）である。歴代の「支援プロジェクト」は主にアジア各地域を対象に時事によって対象が選ばれており、1990年代はカンボジア（インドシナ難民）と、インド・フィリピン・モンゴルの女性の社会進出に当てられた。2000年代はラオス・カンボジア・アフガニスタン・パキスタンの女性の社会進出と東ティモールをふくむ全域の女性差別・暴力撤廃に、スマトラ島沖地震津波について災害復興に、またアジア地域外のボスニア・ヘルツェゴビナでは暴力抑制と対話における女性の役割を支えている。2010年代に入ると HIV 関連プロジェクト（2000年代から継続）、難民の定住に合わせた持続的に収入を得る工芸品の製作・販路開拓、全域の女子差別と暴力撤廃（継続）、ネパール大地震では女性・少女への緊急支援などの活動に用いられたのである。
寄付者は2008年6月「特定非営利活動法人」化（認定 NPO 法人）により一定の税金の控除が受けられる。
2017年、朝日新聞が協賛特集記事「Dear Girls」の展開を始めた。
毎日新聞では2020年から国際女性デー企画として「声をつないで」の連載を続けている。2022年3月にはオンラインイベント「国際女性デーだよ！全員集合」を開催した。
2022年から日本放送協会（NHK）と在京民放キー5局（日本テレビ・テレビ朝日・TBSテレビ・テレビ東京・フジテレビ）、東京メトロポリタンテレビジョン（TOKYO MX）が共同で啓発キャンペーン「＃国際女性デーだから」を実施している。
2025年には市民団体「フェミブリッジ・アクション東京」が新宿駅前で集会を開き、国会議員らも参加する中、「男は黙れ」「男が産めるのうんこだけ」とコールし、波紋を呼んだ。

### 旧ソ連諸国
初期のソビエト連邦においては、国際女性デーは前述のように二月革命記念日でもあり、政治的・革命的な日であった。この頃の国際女性デーのポスターには、女性の（主に家事労働からの）解放を訴えるスローガンが書かれていた。
1966年、国際女性デーはソ連で祝日（休暇日）となった。しかし、国際女性デーに本来そなわっていた政治性は失われ、単に女性の美しさや母性を讃えるだけの日になっていった。国際女性デーのポスターからもスローガンは消え、女性の美しさを抽象的に表すものになった。
現在の多くの旧ソ連諸国（CIS諸国、バルト三国など）においても、国際女性デーは政治的な行事のない、女性の祭日となっている（ジョージアの祝日も参照）。この日、男性は女性に春の花束やプレゼントをあげるという習慣があるが、女性がお互いにプレゼントをあげることも多い。前の日、普通女性、時々男性も、会社や大学で国際女性デーを祝う。この日、ロシアやウクライナ、ベラルーシ等の市場では「花束」が大量に売られる。まだ寒いこの時期に仕入れられる花卉は高価であるが、男性たちはこのときばかりは財布をはたいて花を買い求める日になっている。

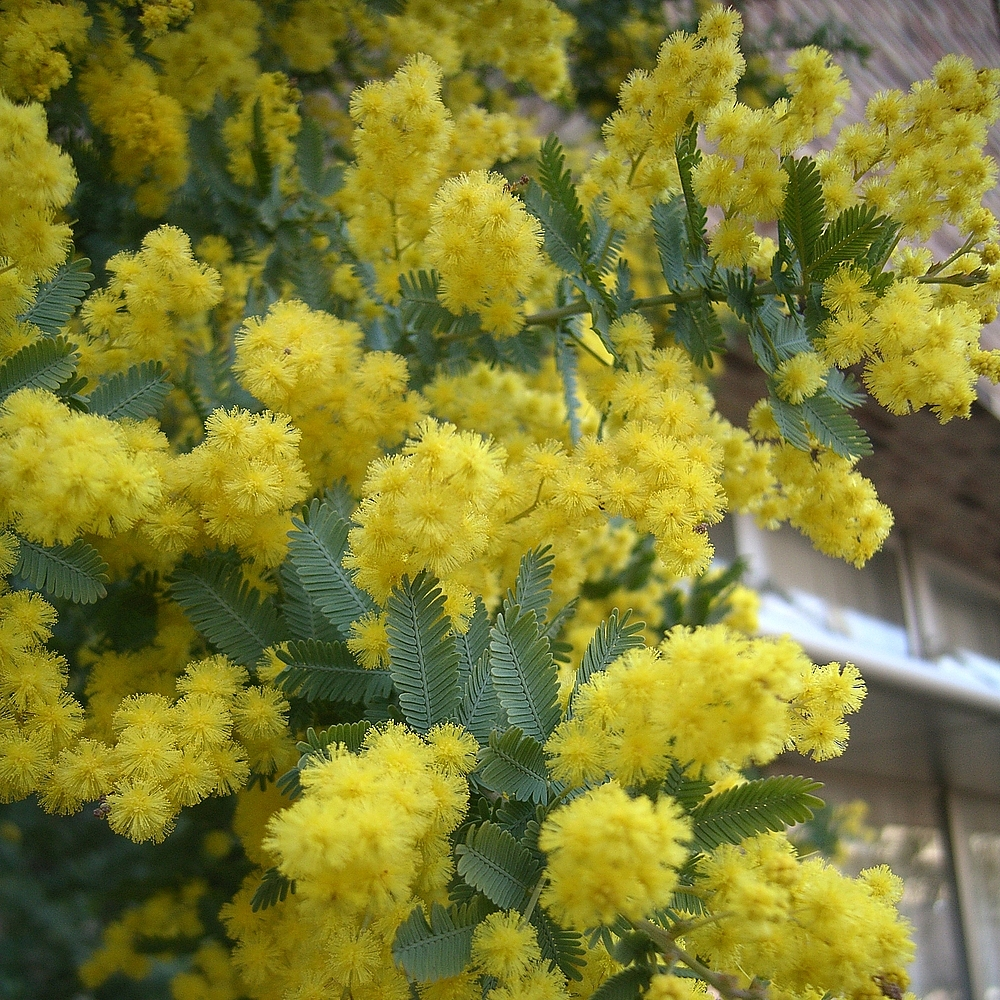
ギンヨウアカシア

ロシア各地でソ連時代から登用されてきた女性軍人が道ゆく女性たちに花を配る日にもなっている。

## 国際連合の公式テーマ
| 年   | UNテーマ                                                                                                  |
| ---- | --- |
| 1996 | Celebrating the Past, Planning for the Future                                                             |
| 1997 | Women and the Peace Table                                                                                 |
| 1998 | Women and Human Rights                                                                                    |
| 1999 | World Free of Violence Against Women                                                                      |
| 2000 | Women Uniting for Peace                                                                                   |
| 2001 | Women and Peace: Women Managing Conflicts                                                                 |
| 2002 | Afghan Women Today: Realities and Opportunities                                                           |
| 2003 | Gender Equality and the Millennium Development Goals                                                      |
| 2004 | Women and HIV/AIDS                                                                                        |
| 2005 | Gender Equality Beyond 2005; Building a More Secure Future                                                |
| 2006 | Women in Decision-making                                                                                  |
| 2007 | Ending Impunity for Violence Against Women and Girls                                                      |
| 2008 | Investing in Women and Girls                                                                              |
| 2009 | Women and Men United to End Violence Against Women and Girls                                              |
| 2010 | Equal Rights, Equal Opportunities: Progress for All                                                       |
| 2011 | Equal Access to Education, Training, and Science and Technology: Pathway to Decent Work for Women         |
| 2012 | Empower Rural Women, End Poverty and Hunger                                                               |
| 2013 | A Promise is a Promise: Time for Action to End Violence Against Women                                     |
| 2014 | Equality for Women is Progress for All                                                                    |
| 2015 | Empowering Women, Empowering Humanity: Picture it!                                                        |
| 2016 | Planet 50-50 by 2030: Step It Up for Gender Equality                                                      |
| 2017 | Women in the Changing World of Work: Planet 50-50 by 2030                                                 |
| 2018 | Time is Now: Rural and urban activists transforming women's lives                                         |
| 2019 | Think Equal, Build Smart, Innovate for Change                                                             |
| 2020 | "I am Generation Equality: Realizing Women’s Rights ”                                                     |
| 2021 | "Women in leadership: Achieving an equal future in a COVID-19 world"                                      |
| 2022 | "Gender equality today for a sustainable tomorrow"                                                        |
| 2023 | DigitALL: Innovation and technology for gender equalityジェンダー平等のためのイノベーションとテクノロジー |
| 2024 | "Invest in women: Accelerate progress"                                                                    |
| 2025 | "For ALL Women and Girls: Rights. Equality. Empowerment"                                                  |

## ギャラリー

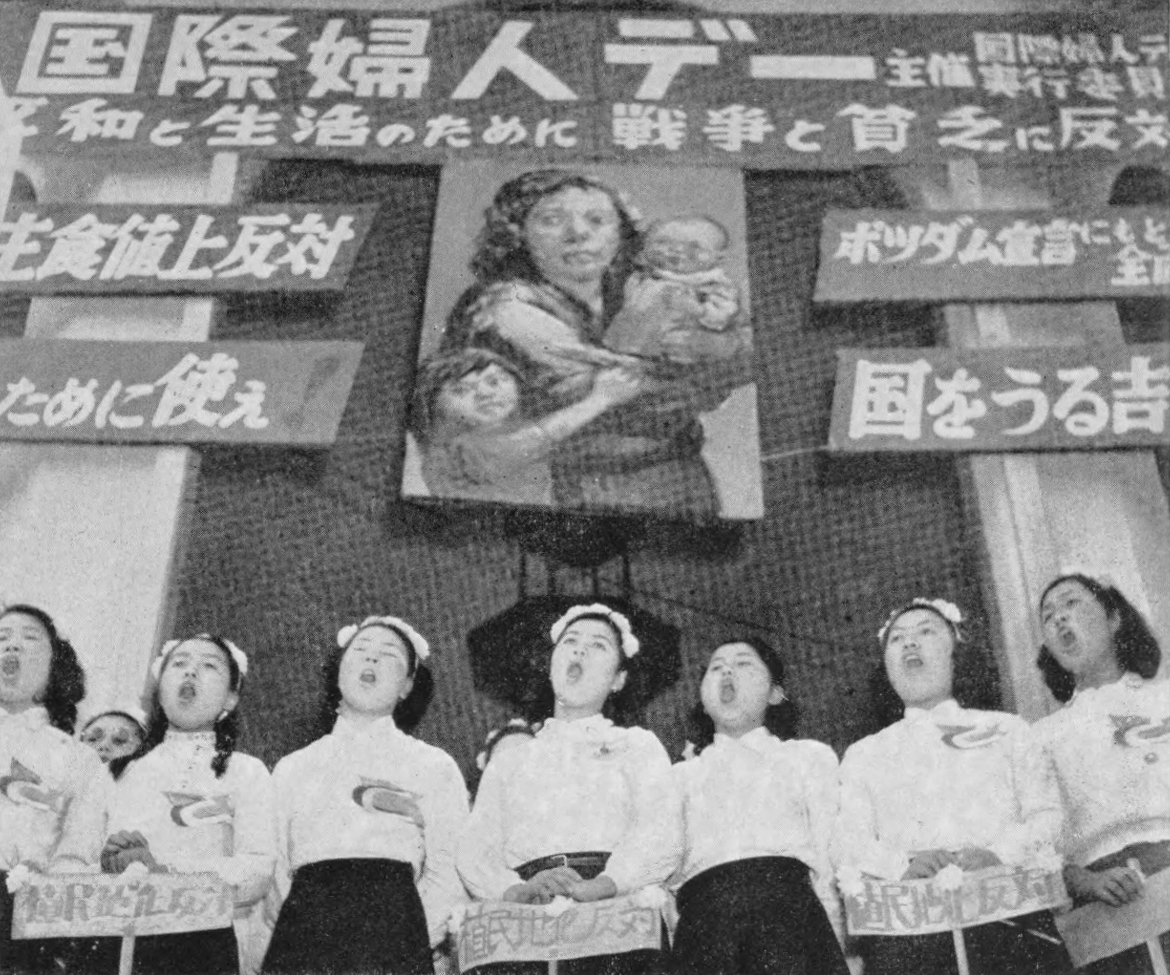
日本 1950年
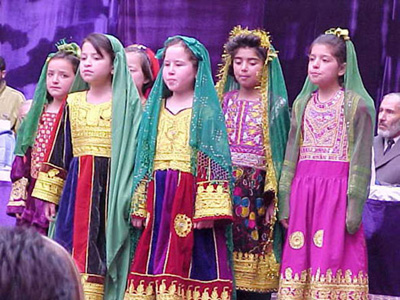
アフガニスタン 2002年
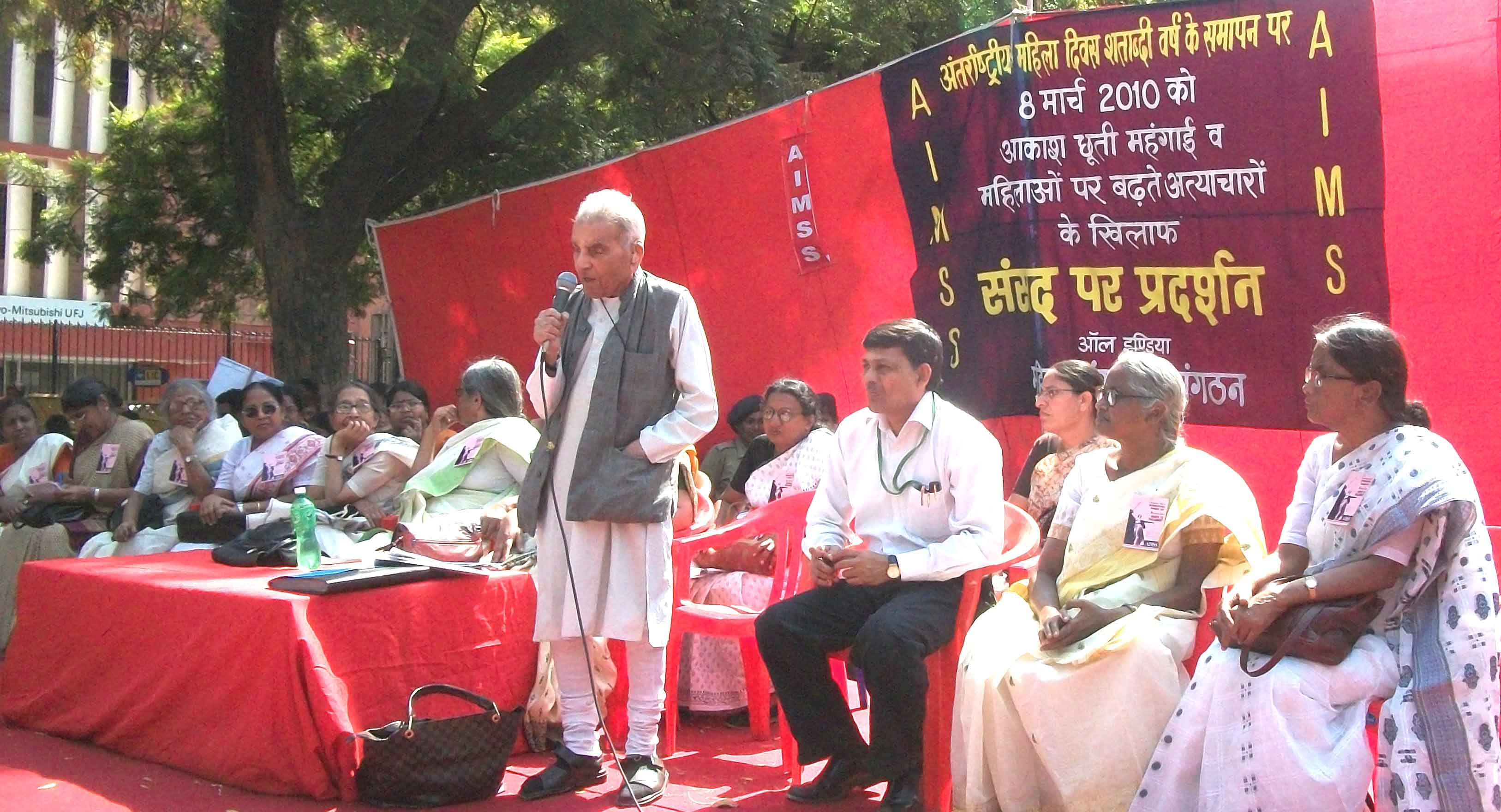
インド 2010年
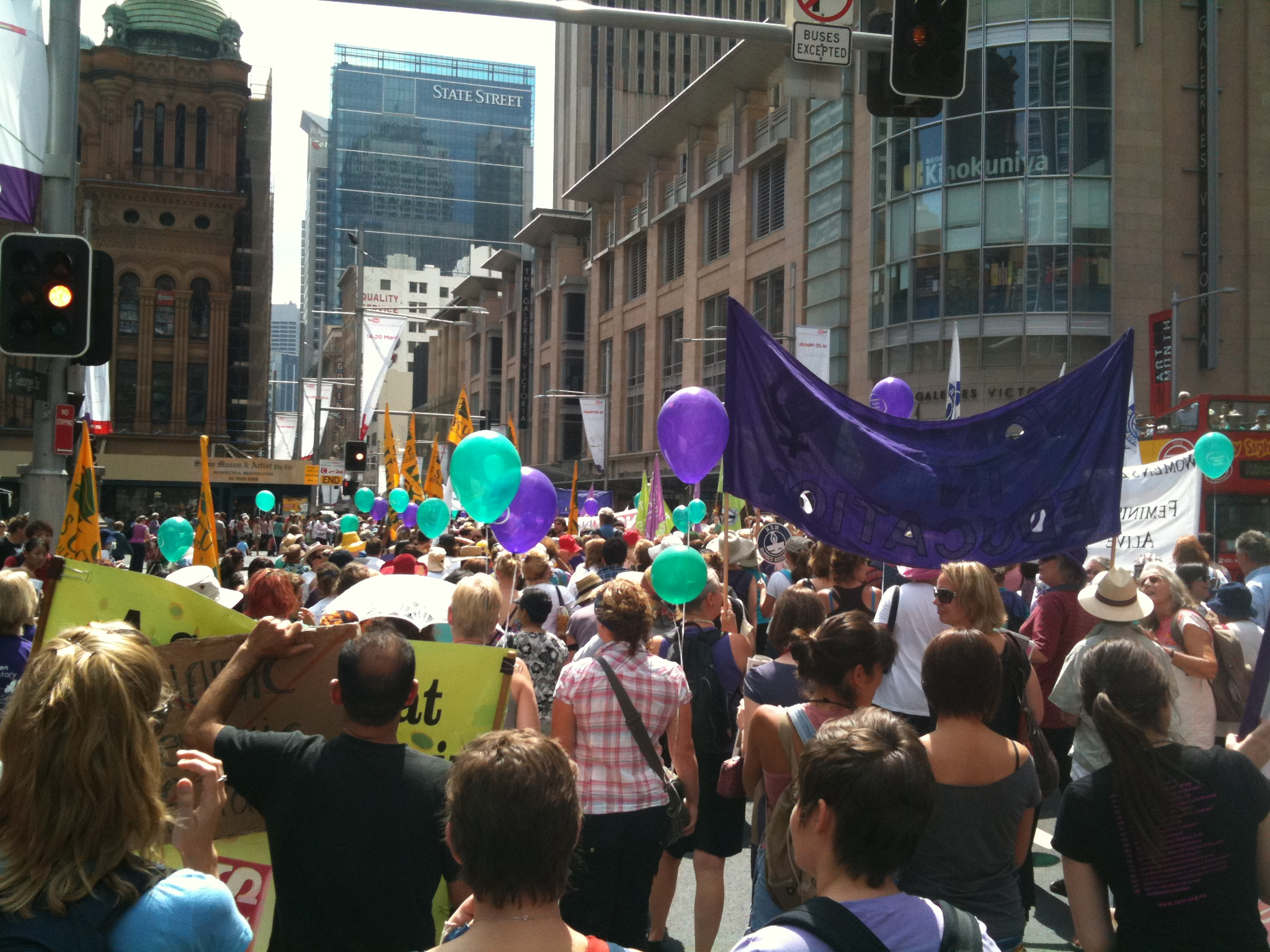
オーストラリア (シドニー) 2011年
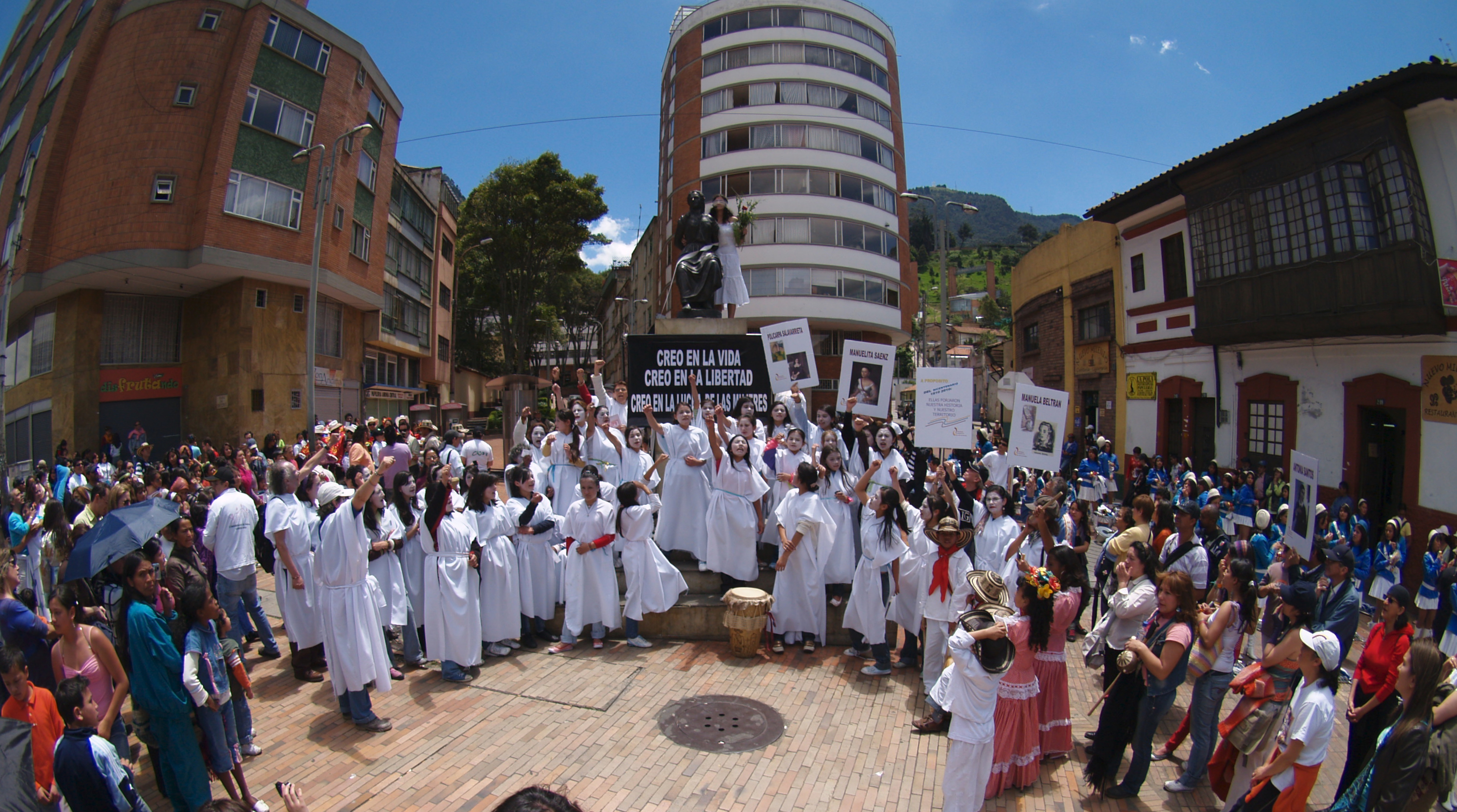
コロンビア (ボゴタ) 2009年
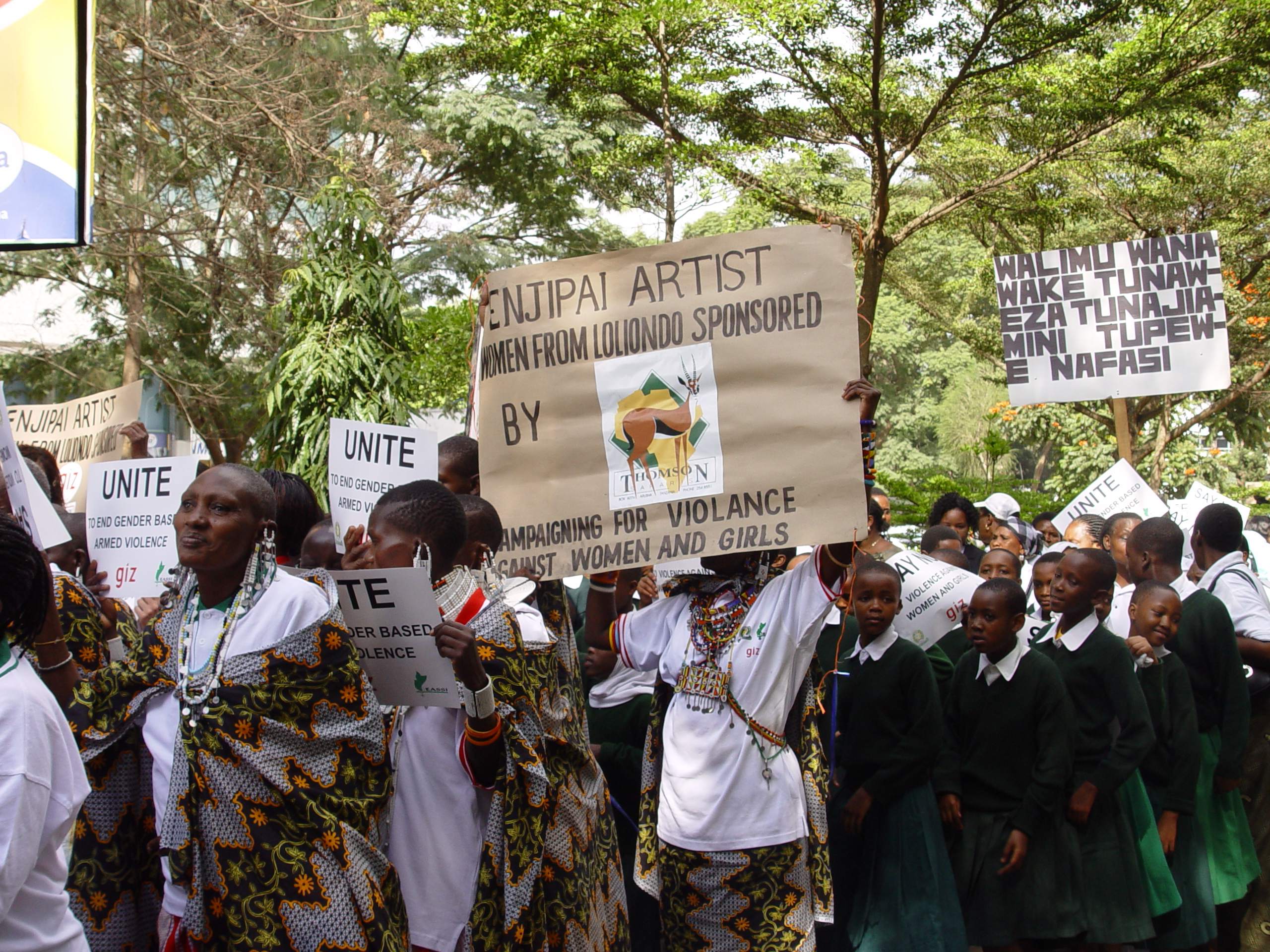
タンザニア (アルシャ) 2012年
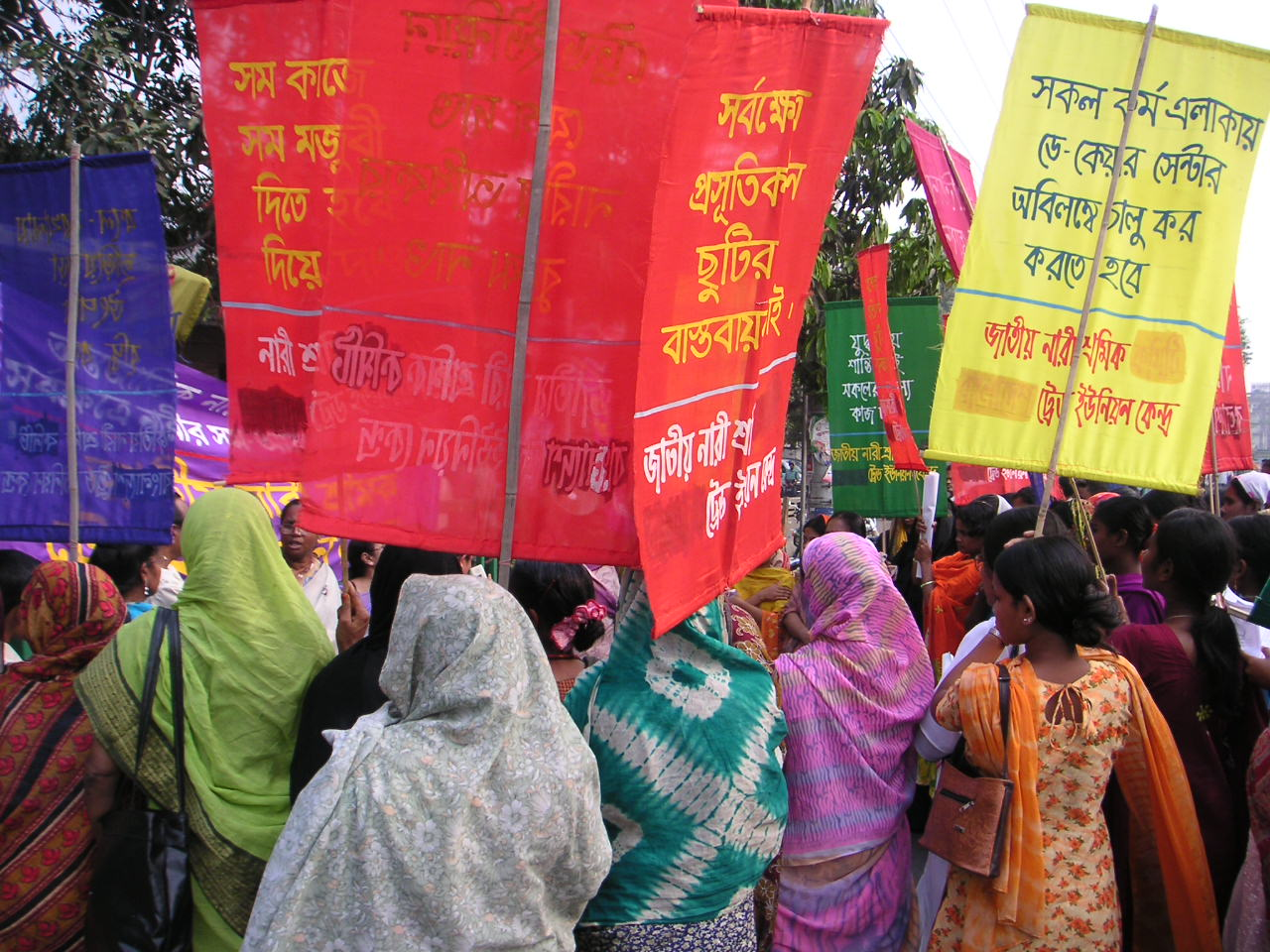
バングラデシュ 商業組合による国際女性デーのデモ（ダッカ）
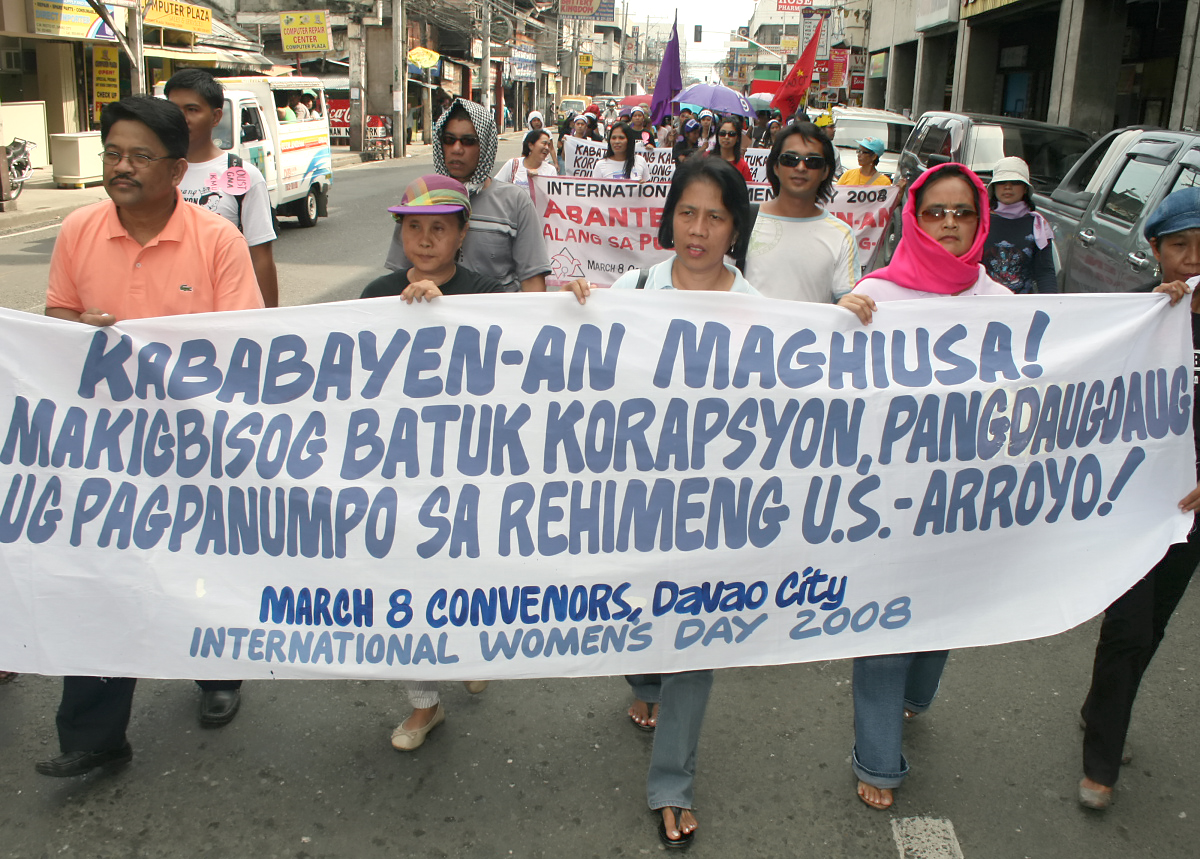
フィリピン (ダバオ) 2008年
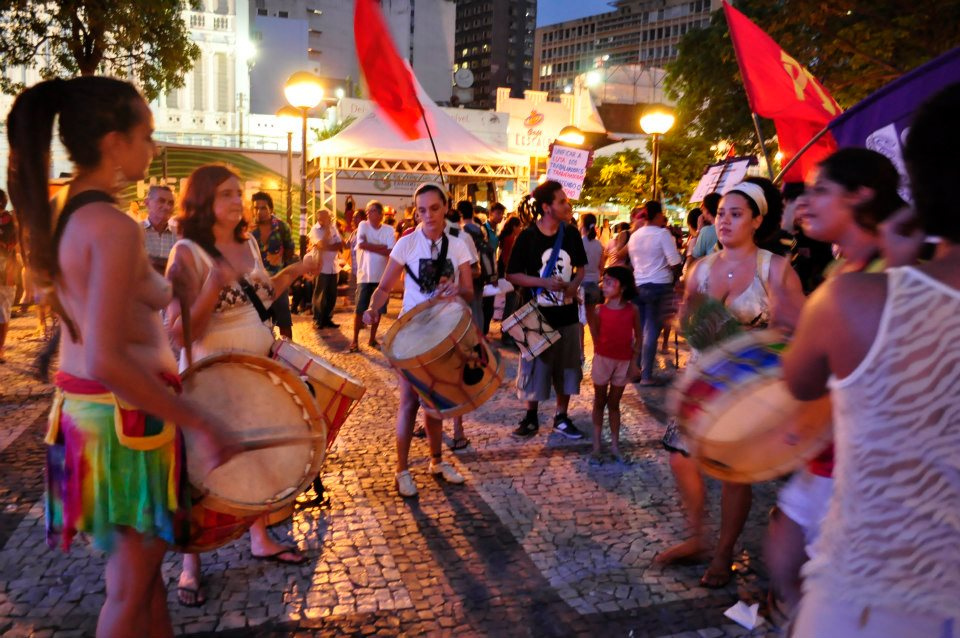
ブラジル 2013年
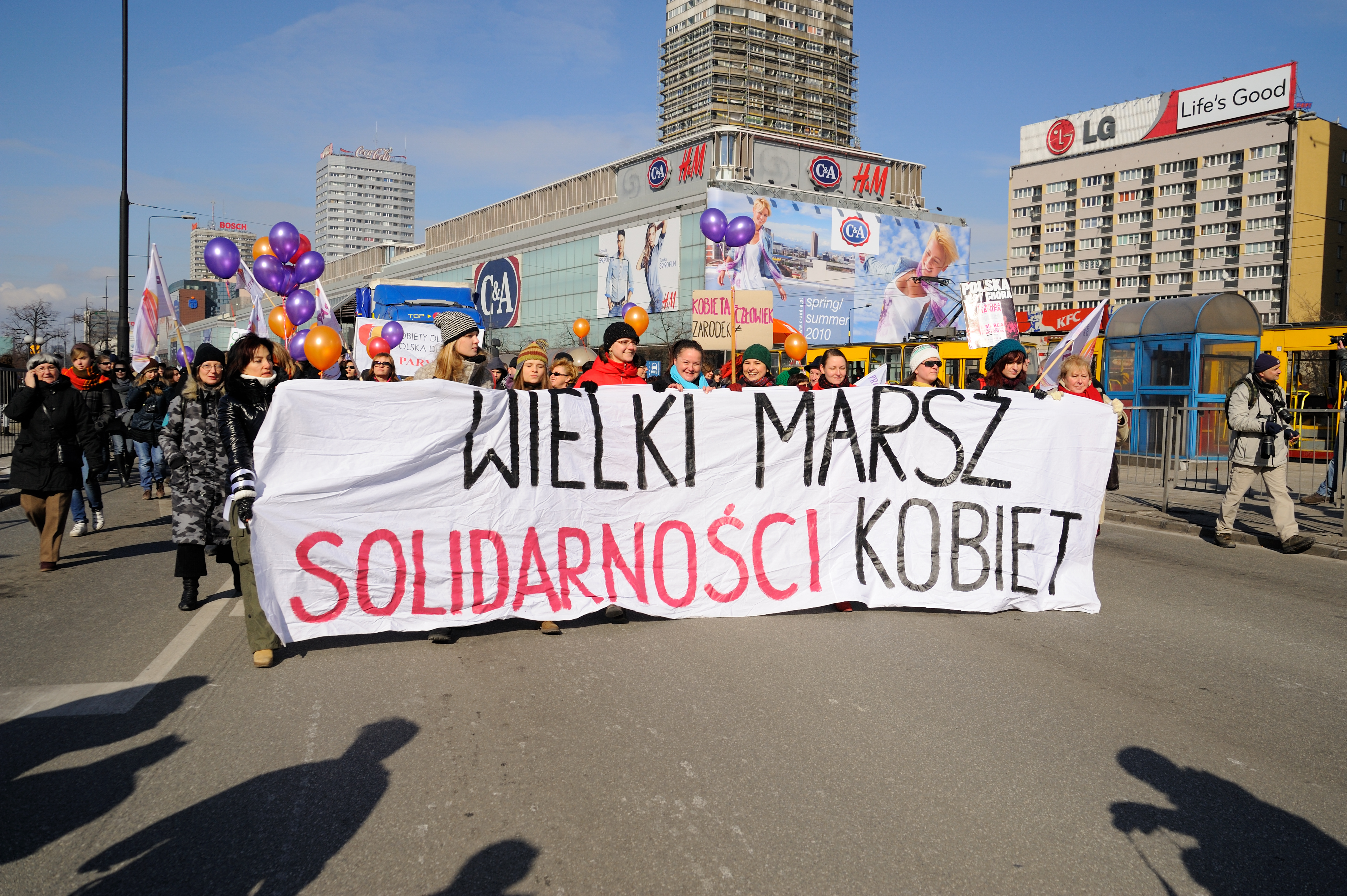
ポーランド 2010年
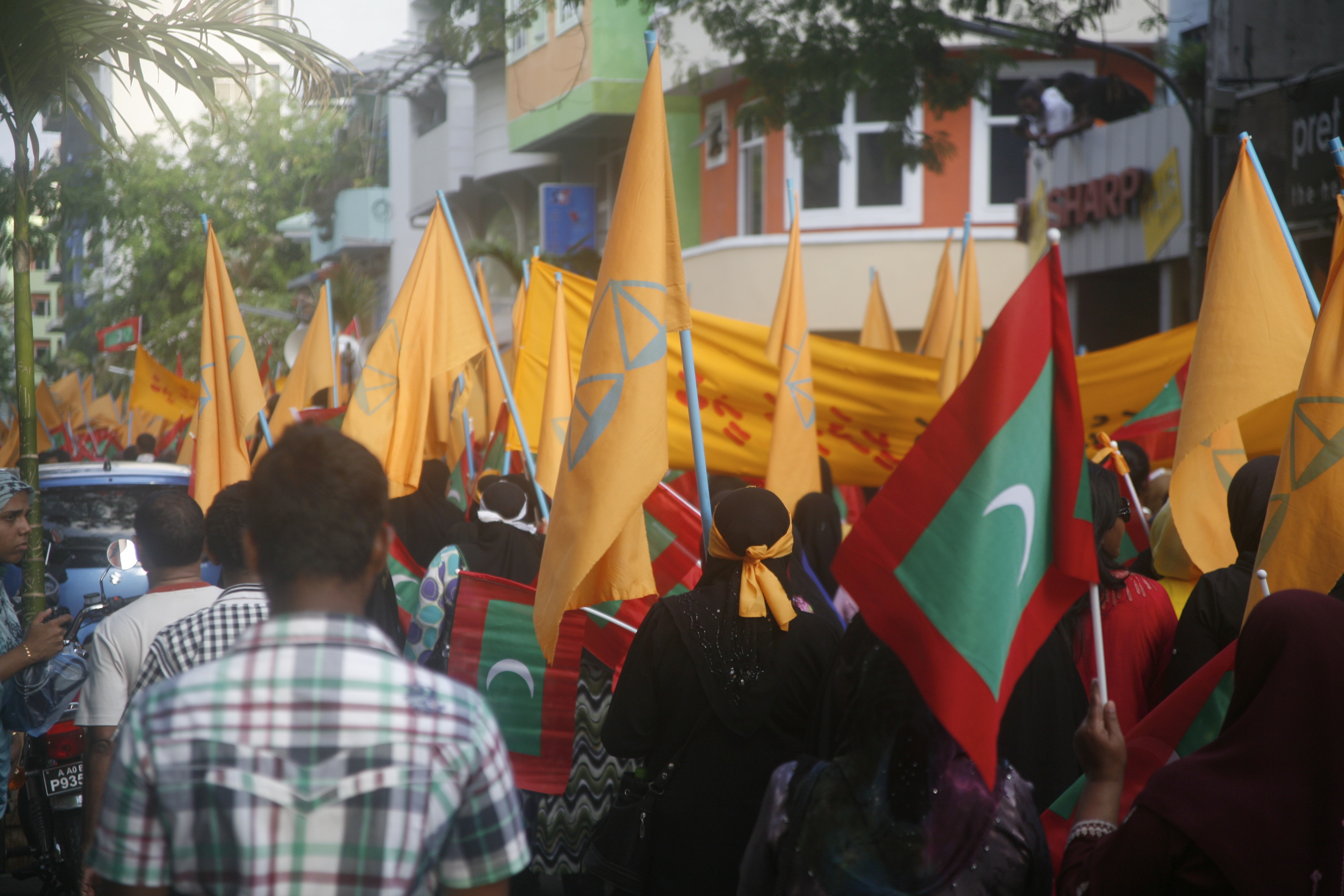
モルディブ 2012年

## 女性を祝うその他の祝日

### 国別
- アメリカ合衆国
  - Susan B. Anthony Day：2月15日 スーザン・B・アンソニー記念日 （英語）
  - Rosa Parks Day：2月4日・12月1日 ローザ・パークス記念日 （英語）
  - National Girls and Women in Sports Day：2月の初週の1日 女性スポーツ選手の日（英語）
  - Harriet Tubman Day：3月10日 ハリエット・タブマン記念日 （英語）
  - Helen Keller Day：6月27日 ヘレン・ケラー記念日 （英語）
  - Women's Equality Day：8月26日 男女同権の日 （英語）
- インド
  - Nupi Lan Day：12月12日 抗議する女性の日 （英語）
- インドネシア
  - Kartini Day：4月21日 カルティニ記念日 （英語）
- 日本
  - 雛祭り（桃の節句）：3月3日
- 南アフリカ共和国
  - National Women's Day：8月9日 全国女性デー （英語）

### 世界
- 母の日